# Playa Esterillos
A playa Esterillos é uma praia localizada no Pacífico Central da Costa Rica, localizada a 124 km da cidade de San José, capital do país, e próxima à cidade de Jacó. Encontra-se no cantão de Parrita, província de Puntarenas.

## Características
Esterillos é uma extensa praia de 7 km de comprimento, de areias grisáceas, rectilínea e costa aberta, caracterizada pela presença de grande riqueza natural ao longo de todo o litoral, formando uma linha de bosque tropical principalmente composto de palmeiras e árvores de almendro. Divide-se em três seções: Esterillos Leste, Esterillos Centro e Esterillos Oeste.
As praias de Esterillos Centro e Leste, separadas pelo rio Bejuco, apresentam zonas de manglares. Esterillos Oeste caracteriza-se pela presença de promontórios rochosos e pequenos riachos onde pode avistar-se vida silvestre, como iguanas, crocodrilhos e grande variedade de aves. Encontra-se separada do Praia Formosa por Ponta Judas. Apresenta uma seção de fundo rochoso com forte onda durante a maré alta, enquanto para o oeste há outra zona de fundo arenoso. Para o norte desta praia, as rochas formam piscinas naturais, em onde podem se encontrar restos fósseis.
Esterillos Oeste é também conhecida porque nela se localiza La Sirena, uma escultura de uma sereia sentada sobre as rochas olhando para o oceano. Quando sobe a maré, o água cobre o pedestal da obra, de modo que a estátua parece surgir da superfície do mar. Este monumento, fundido em bronze, é obra do escultor puriscaleño Albino Valverde.
Estas praias são de fácil acesso por estrada transitável todo o ano, pelo que são muito visitadas pelo turismo nacional e estrangeiro. Nelas se podem realizar grande quantidade de atividades recreativas: surf, snorkeling, mergulho, natação, caminhas a pé e a cavalo, camping. No área existem grande quantidade de alojamentos e cabines, e uma pista de aterragem.

## Galeria

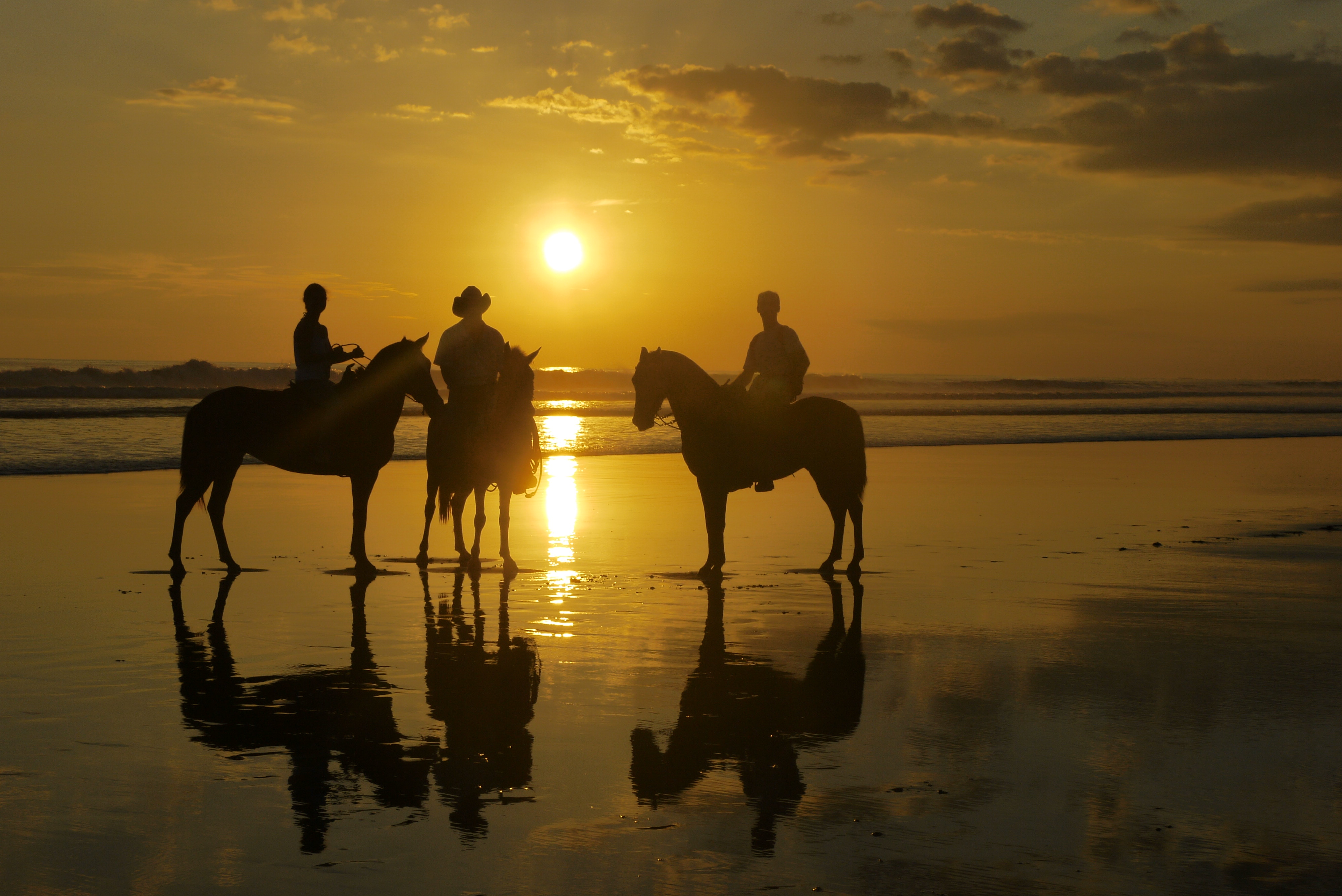
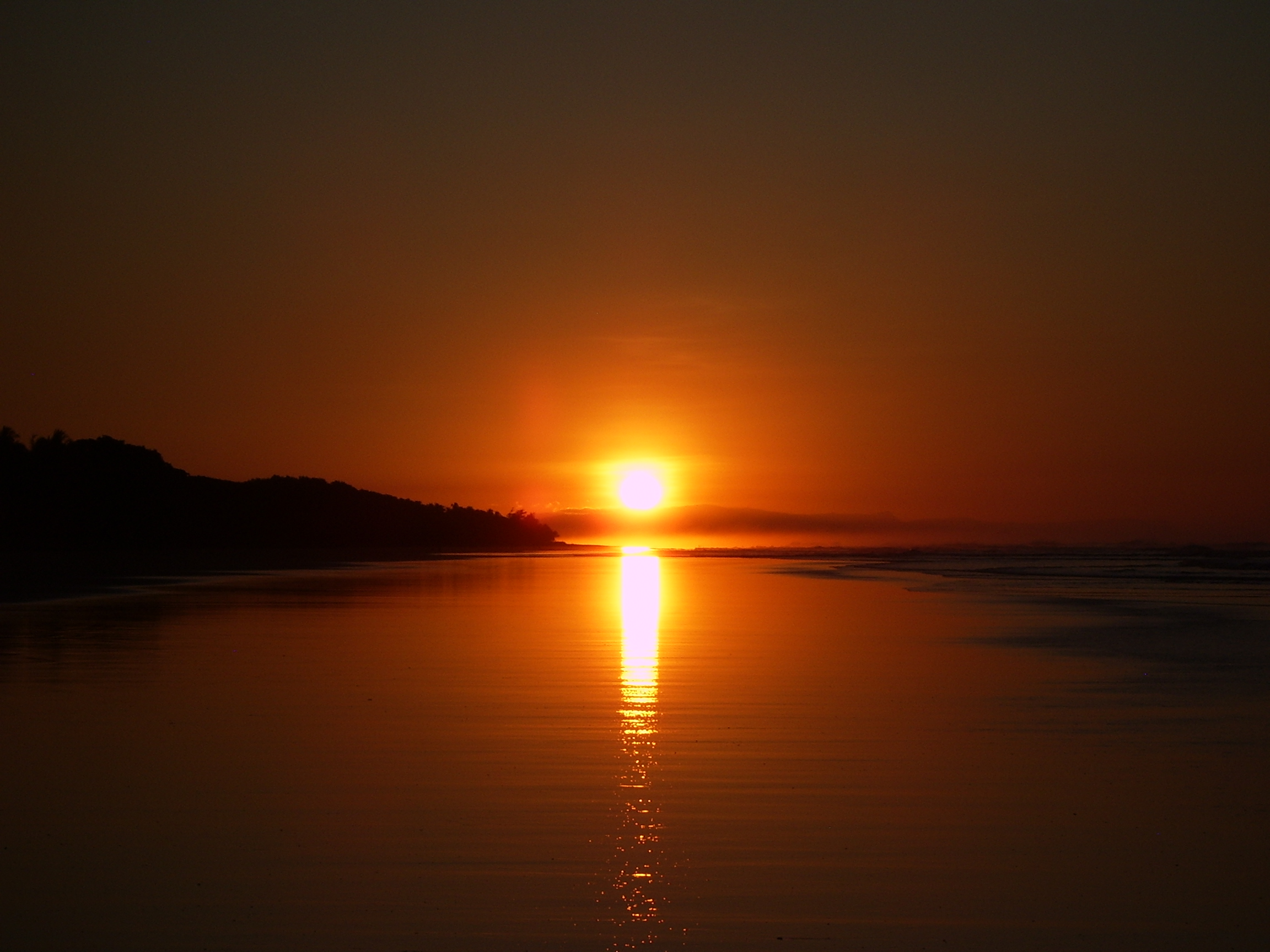
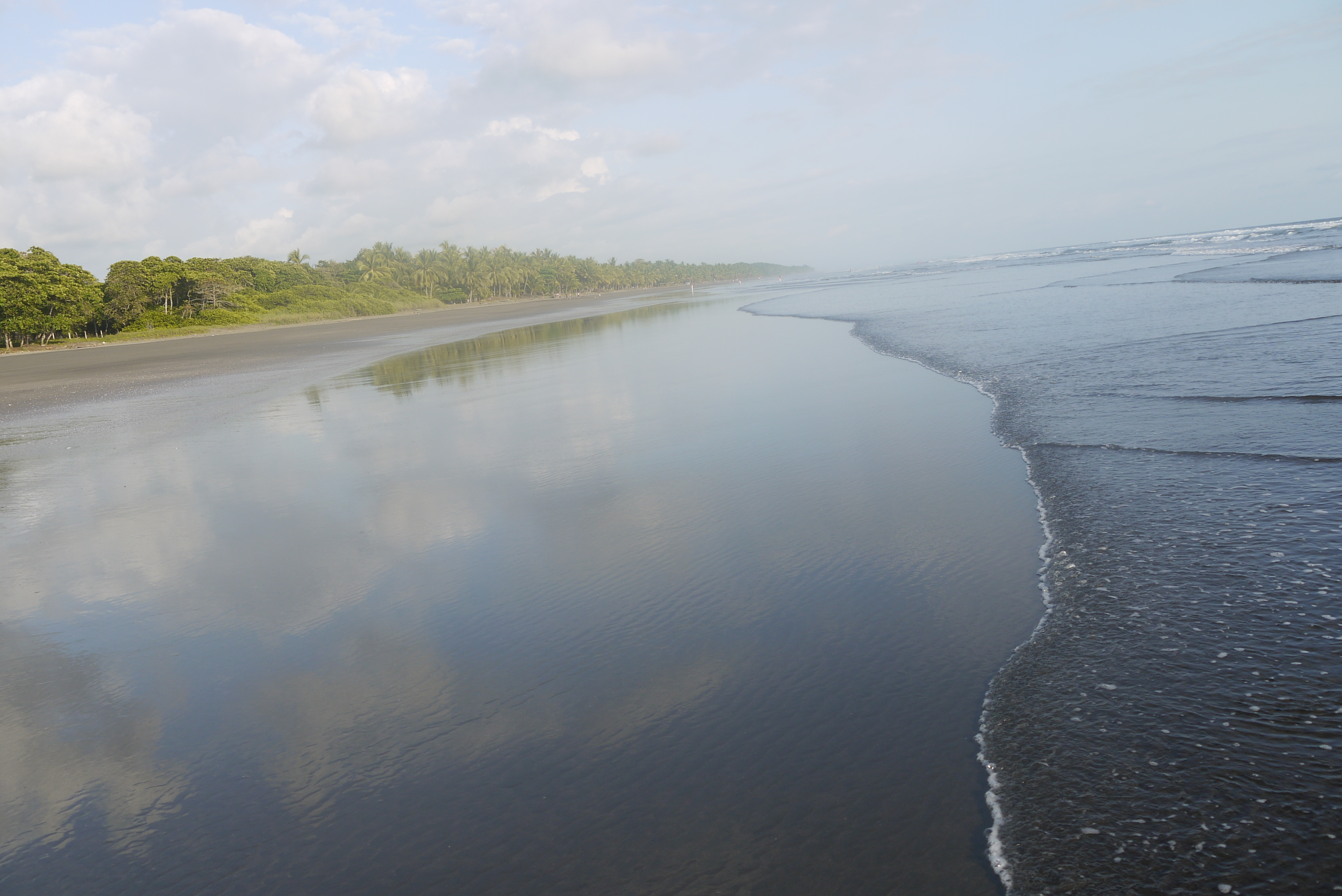